# Trío para trompa (Brahms)

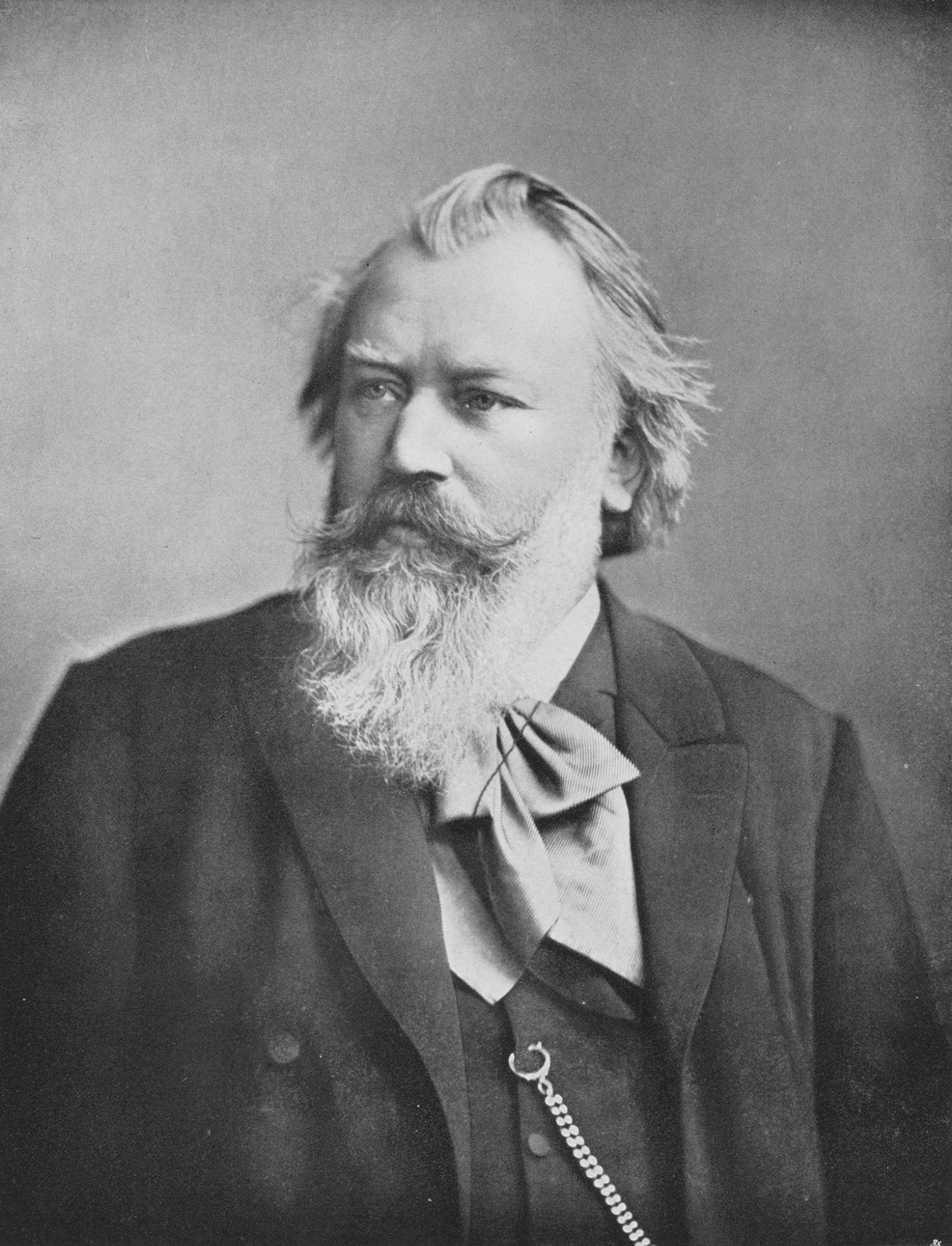
Johannes Brahms

El Trío para trompa en mi bemol mayor, Op. 40, de Johannes Brahms es una pieza de cámara en cuatro movimientos escrita para trompa, violín y piano. Compuesta en 1865, la obra conmemora la muerte de la madre de Brahms, Christiane, en ese mismo año. Sin embargo, el tema lo había escrito doce años antes pero sin publicarlo.
La pieza fue estrenada en Zúrich el 28 de noviembre de 1865, y publicada un año más tarde, en noviembre de 1866. El trío para trompa fue la última obra de cámara que el compositor escribiría en ocho años.
Brahms decidió dedicar la pieza a la trompa natural en detrimento de la trompa de válvulas aunque esta era cada vez más común. El timbre de la trompa natural es más sombrío y melancólico que el de la trompa de válvulas y da lugar a un carácter muy diferente. Los músicos y aficionados del siglo XIX asociaban el sonido de la trompa natural a la naturaleza y las cacerías, y Brahms afirmó una vez que el tema inicial del primer movimiento se le ocurrió mientras caminaba entre los árboles. Tal vez por ello la eligió. Además, el compositor estudió trompa natural (al igual que piano y cello de niño, lo que podría ser otra razón que explicaría por qué eligió componer para estos instrumentos tras la muerte de su madre.
Brahms revisó el trío en 1891.

## Movimientos
La obra está dividida en cuatro movimientos:
1. Andante
2. Scherzo (Allegro)
3. Adagio mesto
4. Allegro con brio

### Andante
En el primer movimiento, Brahms enfatiza la simpleza del tema inicial al dejar de lado la estructura de la forma sonata en favor de tres secciones lentas equilibradas con dos cortas y de estilo rapsodia. El compositor también se desvía de la práctica habitual al organizar un orden de lento-rápido-lento-rápido en los movimientos, tal vez recordando a la barroca sonata da chiesa.

### Scherzo
El scherzo representa un lado más iluminado de la pena. Como en el primer movimiento, Brahms usa el tono de mi bemol mayor para estabilizar el tema (el cual se encuentra en algunas variantes en cada movimiento, aunque más en el Finale). La gracia que el tempo sugiere ofrece cierta relajación entre los dos movimientos que lo acompañan, más lentos y sombríos.
La sección de trío utiliza material transportado procedente de una pequeña pieza no publicada, una hoja de álbum (Feuillet d'album, Albumblatt) escrita por el compositor doce años antes, en 1853.

### Adagio mesto
El adagio mesto abre con cuatro compases de acordes en el registro grave del piano y en mi bemol menor, creando así un ambiente solemne y de carácter contemplativo que es enfatizado por la entrada del violín y la trompa.
Mason sostuvo que el adagio del trío para trompa era uno de los movimientos más apasionados y sentidos de Brahms.

### Allegro con brio
El finale presenta el tema principal ya expuesto en los tres movimientos anteriores pero es ejecutado en mi bemol mayor y a un tempo vivo. Así la obra concluye con un final alegre, sonoro y rotundo.